# 회덮밥

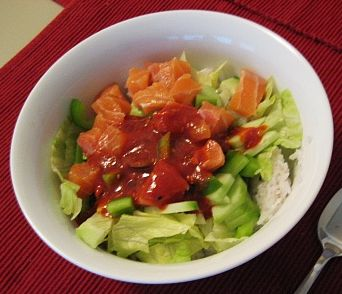
회덮밥

회덮밥은 상추나 들깨잎과 같은 잎채소, 참기름, 고추장과 더불어 날 물고기를 썰어 공깃밥과 함께 내놓는 한국 음식이다.
회덮밥을 먹는 방법은 수저를 사용하여 모든 재료를 섞은 후 먹는 것으로, 비빔밥을 먹을 때와 유사하다.
굴 회덮밥, 가자미 회덮밥 등 종류가 다양하다.

## 같이 보기
- 비빔밥
- 회

## 참조
1. ↑  굴 회덮밥 두산백과
2. ↑  Gajami hoedeopbap 보관됨 2011-08-17 - 웨이백 머신 Digital Gangneung Culture Collection from The Academy of Korean Studies 보관됨 2009-04-12 - 웨이백 머신